# Соливо (Белуно)
Соливо (итал. Solivo) је насеље у Италији у округу Белуно, региону Венето.
Према процени из 2011. у насељу је живело 51 становника. Насеље се налази на надморској висини од 429 м.